# سنجة
سِنْجَة مدينة تقع في ولاية سنار في السودان في الضفة الغربية لنهر النيل الأزرق على ارتفاع 439 متر (1440 قدم) فوق سطح البحر وتبعد عن العاصمة الخرطوم بحوالي 360 كيلومتر (223 ميل) باتجاه الجنوب الشرقي، وعن مدينة سنار حوالي 60 كيلومتر، وهي عاصمة ولاية سنار وتتميز بتنوع بيئتها الطبيعية والسكانية وبثروتها الحيوانية ومواردها المائية، وبها محطة أبحاث بيطرية كبيرة وسوقاً كبيرة للمحاصيل أهمها محصول الصمغ العربي، وهي من المدن التاريخية وموطن أقدم كشف أثري أحفوري للإنسان في السودان.

## التسمية
تعددت الروايات حول معنى كلمة 'سِنْجَة'، ولعل أكثرها صلة بالمكان، هي الرواية التي تنسب الاسم إلى نبات يطغى على غطائها النباتي ويعرف محليا  بالسِنج (مفرده سنجة). ويقال أن السنج يرادف لفظ المروج، وهي الأراضي الخضراء المنبسطة المليئة بالأشجار والنباتات المعمرة والعشب والمراعي الخضراء. ولهذا فإننا نجد مجموعة مناطق حول مدينة سنجة تحمل الاسم ذاته فهناك سنجة العزازة، وسنجة حريري، وسنجة أم بنين، وسنجة الوهيطة، وسنجة تيقو، وسنجة رونقا، وسنجة نبق، بل أن سنجة نفسها تسمى في الأصل سنجة عبد الله، نسبة إلى عبد الله ود الحسن الكناني الذي دُفن فيها وهو زعيم قبيلة كنانة السودانية التي تستوطن المنطقة.
ثمة من يبحث عن الاسم في معناه اللغوي الصرف، حيث يطلق لفظ سنجة على الميزان، وعلى السونكي وهو النصل أو السكين المثبت على فوهة بندقية الجنود، ولكن ليس هناك ما يؤكد وجود صلة تأثيلية بين أي من هاذين المعنيين واسم المدينة.

## التاريخ
نشأت سنجة الحالية كقرية صغيرة بالقرب من النيل الأزرق عرفت بمشرع السراجية، وهو مورد ماء رئيسي لكثير من الحيوانات بالمنطقة.

### العصور القديمة
أكدت المستحثات التي تم اكتشافها في المنطقة على أن المنطقة شهدت استيطاناً بشرياً منذ حقبة موغلة في القدم.
ففي سنة 1924، إبان الحكم الثنائي للسودان، فوجئ حاكم مقاطعة شمال الفونج بمدينة سنجة المستر بوند بوجود قبر قديم قرب منزله على شاطئ النيل الأزرق. وعند فحصه عثر على بقايا إنسان متحجرة.، تم نقلها إلى لندن ودلّت الدراسة التي أُجريت على الهيكل الذي عرف فيما بعد بهيكل إنسان سنجة الأول (Singa Skull) بأنه عاش في العصر الحجري « البلستوسيني »، قبل أكثر من 160000 سنة وتزامن مع إنسان النياندرتال وإنسان بكين، ويوجد الهيكل حالياً في المتحف البريطاني. ويعتبر هيكل إنسان سنجة الأول واحد من أحدث وأقدم الهياكل البشرية التي تم اكتشافها في العالم، بل كانت أقدمها تاريخاً حتى عام 1983 عندما تم اكتشاف آثار آدمية قديمة لشخصين في جنوب أفريقيا عاشا قبل 180000 سنة.

### عهد الفونج
كانت سنجة جزء من مملكة الفونج الواقعة على تخومها الشرقية وكانت معبرا للتجارة مع ممالك الحبشة براً عن طريق القوافل وبواسطة المراكب عبر النيل، فضلاً عن أنها كانت مركزاً تجارياً مهماً للمملكة.
استقبلت سنجة موجات من السكان الذين قدموا إليها من مناطق سنار هربا من بطش جيوش الغزو التركي المصري بعد هزيمة الفونج وخضوع السودان لحكم محمد علي باشا.

### عهد المهدية
وفي حكم المهدية التي سادت السودان بعد تمكنها من إنهاء حُكم الخديوية في السودان سنة 1885 م تقدمت جيوش المهدي إبّان حكم الخليفة عبد الله التعايشي نحو التخوم الشرقية للسودان في حروبها مع الحبشة. وتوافدت معها مجموعة من العشائر والقبائل التي استقرت في المنطقة، قادمة من أم درمان ومناطق السودان الأخرى.

### الحكم الثنائي
اُختيرت سنجة في بداية الحكم الثنائي الإنجليزي المصري للسودان، عاصمةً لمقاطعة عرفت بمديرية الفونج، قبل أن يتم إلغائها وتأسيس مديرية جديدة باسم مديرية النيل الأزرق وعاصمتها مدينة ود مدني وتحولت سنجة عاصمة لمجلس ريف شمال الفونج. كما شهدت المدينة تفجّر مقاومة ضد الحكم الإنجليزي المصري للسودان بقيادة ود السيد حامد الملقب بأبو البتول، وعبد الله ود الحسن من زعماء قبيلة كنانة على إثر خلاف حول حقوق القبيلة في استخدام مورد ماء بسنجة حيث رفض الإنجليز السماح لأفراد القبيلة لكي ترد مورد الماء بأبقارها، فنشب قتال انضم إليه محمد نور صباح وهو من أعيان المنطقة والذي ادّعى أنه المسيح ابن مريم مع قوة للإدارة الإنجليزية المصرية بقيادة ضابط مصري قبطي يُدعى أب رفاس قُطعت إحدى يداه قبل أن يلقى حتفه في القتال، كما قُتل في القتال أيضاً عبد الله ود الحسن.

## الموقع والمساحة

### الموقع
تحد سنجة من الناحية الجنوبية قرية أم بنين ومحلية أبو حجار الجديدة، ومن الناحية الشمالية محلية سنار ومن جهة الغرب محلية الدالي والمزموم، ومن الشرق مجرى النيل الأزرق.
المسافة بين سنجة وبعض المناطق في السودان بالتقريب.
| المدينة/ المنطقة | المسافة بالكيلومتر | المسافة بالميل |
| ---------------- | ------------------ | -------------- |
| مينا المك        | 3                  | 1.5            |
| طيبة الحويرص     | 12                 | 5.1            |
| رونقا            | 13                 | 8.1            |
| الرماش           | 14                 | 8.1            |
| كوستي            | 137                | 85             |
| ود مدني          | 146                | 90             |
| الدمازين         | 160                | 99             |
| القضارف          | 188                | 116            |
| الأبيض           | 403                | 249            |
| كادقلي           | 516                | 320            |
| بورتسودان        | 794                | 493            |

### المساحة
تبلغ مساحة محلية سنجة 750 كيلومتراً مربع.

### الطوبغرافيا والغطاء النباتي
أراضي سنجة عبارة عن سهل فيضي محاذي لنهر النيل وتربته غرينية متشققة ، كما تشكل الميعات أهم المعالم الفيزيوجرافية وهي مناطق منخفضة تغمرها مياه الفيضانات سنوياً وتربتها صلبة. ويشكّل نهر النيل الأزرق أهم ظاهرة تضاريسية في المنطقة ويتميز بانحراف مجراه قبيل وصوله إلى سنجة في نقطة تسمى مينا، وبعد خروجه منها عند نقطة 14، متجهاً نحو الخرطوم في الشمال الغربي ليتحد مع النيل الأبيض في المقرن هناك.
ويسود الغطاء النباتي نبات السنج وهو نبات دائم الخضرة يتميز بسرعة نموه وتمدد أفرعه وبأوراقه العريضة التي تشبه رأس الرمح. وتشكّل المنطقة، خاصة منطقتي العزازة والرماش مراعي طبيعية للماشية حيث تتوفر الأعشاب والمياه السطحية ممثلة في المستنقعات والميعات إلى جانب الغابات ومنها غابة القعرة وغابة العزازة وتسودها أشجار الطلح والهشاب.

## المناخ
تقع سنجة في الحزام السوداني المطير في منطقة السافانا الغنية، وهي بذلك تتميز بصيف حار ممطر يبلغ معدل الحرارة فيه أعلى درجاته في شهر أبريل / نيسان ليسجل 41 درجة مئوية، وتهبط درجة الحرارة الدنيا إلى 17 درجة مئوية في شهر يناير / كانون الثاني.
وتبدأ الأمطار في الهطول في شهر مارس / آذار لتتوقف في نوفمبر / تشرين الثاني مسجلة أعلى معدل لها في أغسطس، 172 مليمتر فيما يبلغ المعدل السنوي السنوي 512 مليمتر.
| البيانات المناخية لـسنجة     | البيانات المناخية لـسنجة | البيانات المناخية لـسنجة | البيانات المناخية لـسنجة | البيانات المناخية لـسنجة | البيانات المناخية لـسنجة | البيانات المناخية لـسنجة | البيانات المناخية لـسنجة | البيانات المناخية لـسنجة | البيانات المناخية لـسنجة | البيانات المناخية لـسنجة | البيانات المناخية لـسنجة | البيانات المناخية لـسنجة | البيانات المناخية لـسنجة |
| الشهر                        | يناير                    | فبراير                   | مارس                     | أبريل                    | مايو                     | يونيو                    | يوليو                    | أغسطس                    | سبتمبر                   | أكتوبر                   | نوفمبر                   | ديسمبر                   | المعدل السنوي            |
| ---------------------------- | ------------------------ | ------------------------ | ------------------------ | ------------------------ | ------------------------ | ------------------------ | ------------------------ | ------------------------ | ------------------------ | ------------------------ | ------------------------ | ------------------------ | ------------------------ |
| متوسط درجة الحرارة الكبرى °ف | 95                       | 97                       | 102                      | 106                      | 104                      | 99                       | 91                       | 90                       | 91                       | 99                       | 99                       | 95                       | 97                       |
| متوسط درجة الحرارة الصغرى °ف | 61                       | 63                       | 66                       | 72                       | 75                       | 70                       | 70                       | 70                       | 70                       | 68                       | 66                       | 63                       | 68                       |
| الهطول إنش                   | 0                        | 0                        | 0                        | 0.00                     | 0.03                     | 0.13                     | 0.20                     | 0.27                     | 0.13                     | 0.0                      | 0                        | 0                        | 0.76                     |
| متوسط درجة الحرارة الكبرى °م | 35                       | 36                       | 39                       | 41                       | 40                       | 37                       | 33                       | 32                       | 33                       | 37                       | 37                       | 35                       | 36                       |
| متوسط درجة الحرارة الصغرى °م | 16                       | 17                       | 19                       | 22                       | 24                       | 21                       | 21                       | 21                       | 21                       | 20                       | 19                       | 17                       | 20                       |
| الهطول مم                    | 0                        | 0                        | 0                        | 0.1                      | 0.8                      | 3.2                      | 5.1                      | 6.8                      | 3.2                      | 1                        | 0                        | 0                        | 20.2                     |
| المصدر: Weatherbase          |                          |                          |                          |                          |                          |                          |                          |                          |                          |                          |                          |                          |                          |

### السكان
تضم المحلية طيفاً متنوعاً ومتجانساً من مختلف الإثنيات والقبائل السودانية، وهي بذلك بوتقة تضم معظم القبائل السودانية الرئيسية ومن أبرزها قبيلة كنانة العدنانية والفونج. ويبلغ عدد سكانها حوالي 164.676 نسمة. ويمثلون 27.6% من سكان ولاية سنار.

## الإدارة
سنجة هي عاصمة ولاية سنار وفي الوقت نفسه حاضرة لمحلية تحمل اسمها وهي محلية سنجة.
وتنقسم محلية سنجة إلى ثلاث وحدات إدارية هي:
1. وحدة سنجة
2. وحدة أم بنين
3. وحدة أم شوكة[5]

## الأحياء السكنية في سنجة
| - حي القلعة - حي ود العباس - حي الدرجة - الحي الشرقي - الحي الغربي - الحي الجنوبي - الحي الشمالي - حي 14 - فريق السودنة - فريق السكة حديد - حي المزاد | - حي أركويت - حي الشهداء - حي ود البشير - حي الصفا - حي الأمل | - حي البرنو - حي الموظفين - حي الامتداد - حي الثورة - حي الفردوس - حي الإنقاذ - حي السلام - حي النصر |  |

## أهم معالم المدينة
- مباني حكومة الولاية
- مبنى المجلس التشريعي الولائي
- شرطة الولاية
- ضفاف النيل الأزرق وبساتينها
- مباني أمانة الحكومة
- مباني السلطة القضائية
- سينما سنجة التي تم افتتاحها في العام 1954
- كوبري (جسر) سنجة

## النشاط الاقتصادي
تعد الزراعة من مصادر الدخل الرئيسية وتشكّل أهم قطاعات الاقتصاد في سنجة إلى جانب تربية الحيوان والخدمات.
وتوجد بها مشاريع زراعية كبيرة أهم محاصيلها هي الذرة والسمسم، والصمغ العربي، إلى جانب الموز الأمريكي والجوافة والمانجو و(الموز) والخضروات التي تنتجها البساتين المقامة على ضفاف النيل الأزرق.
كما توجد في سنجة أكبر محطة أبحاث بيطرية، لخدمة الماشية وأبرزها الأبقار المحسنة النسل المعروفة بأبقار كنانة، والإبل والضأن والأغنام.

### الأسواق
- السوق الكبير
- سوق صادر الماشية
- السوق الشعبي
- سوق ليبيا
- سوق أم دفسو

وهناك مركزين للتسويق

## المصارف
يشمل قطاع الخدمات المصرفية فروع البنوك التالية:
- البنك الزراعي السوداني
- البنك الإسلامي السوداني
- مصرف الإدخار والتنمية الاجتماعية
- بنك الخرطوم
- بنك الأسرة
- البنك السوداني الفرنسي
- بنك فيصل الإسلامي

## النقل والاتصالات والإعلام
تعتبر المدينة ملتقى طرق حيث يمر بها الطريق البرى الذي يربط جنوب ولاية النيل الأزرق بما فيه من مناطق زراعية غنية بالعاصمة الخرطوم. كذلك يوجد طريق بري يصل إلى بورتسودان. وبها سكة حديدية تربطها بباقي المناطق السودانية، وجسر مهم يربط بين بين ضفتي النيل الأزرق يمر عبره الكثير من الشاحنات القادمة من الولايات ومن دولة إثيوبيا المجاورة والمتجهة إلى ميناء السودان الرئيسي بورتسودان.
وتوجد بالمدينة شبكة الهاتف الثابت والجوال. والرمز الهاتفي هو: 562، ومن خارج السودان :562-249-00
كما توجد محطة إرسال إذاعي وتلفزيوني بالمدينة
لا يوجد مطار بالمدينة وأقرب مطار إليها هو مطار كوستي على بعد 129.9 كيلومتر (80.7) ميل، ومطار الروصيرص ويبعد عنها بمسافة 160.1 كيلومتر (99.5) ميل.

## التعليم
عرفت سنجة التعليم الحديث منذ وقت بعيد، وتأسست أول مدرسة ابتدائية فيها عام 1900، وهي مدرسة سنجة الغربية سابقاً وتعرف حالياً باسم مدرسة عمر الفاروق.
وتوجد حالياً عدة مدارس على مختلف المراحل، بينما يتمثل التعليم العالي في كلية التربية وكلية الصيدلة التابعتين لجامعة سنار.
كما توجد بالمدينة وريفها عدد من الخلاوي أشهرها:
- مسيد الشيخ شمس الفلاح الصابونابي
- خلوة الفكي نور الدين
- خلوة الفكي أبسبيب
- خلوة الفكي سبيل

مسيد الشيخ عبد الغفار ود بخيت، بقرية سنادة القريبة من سنجة.

## الفنادق
- سنجة
- الرشيد (افتتح في ديسمبر 2013)
- اتحاد العمال
- الضيفة للجهاز القضائي

## الرعاية الصحية
- مستشفى سنجة التعليمي
- مستوصف الحي الشرقي (دار الرعاية - أبو العلا - سابقاً)
- مستوصف الحي الجنوبي
- مركز صحي حي القلعة
- مستشفى الشرطة
- مركز صحي سنجة النموذجي (في السوق الشعبي)
- مستشفى الكلى التخصصي

## الرياضة
يعود التاريخ الحديث للرياضة في سنجة إلى أربعينات القرن الماضي حيث كانت تسود الساحة الرياضية ثلاثة فرق لكرة قدم وهي فريق الوطن وفريق الفونج - الصعيد الذي انبثق عنه نادي الاتحاد الرياضي في العام 1945 م. والفريق الثالث هو فريق المختار وخرج منه نادي الشبيبة للتربية البدينة في عام 1953 م، وفي ستينيات القرن ذاته برز فريق الشبيبة وفريق الاتحاد وتربّعا على قمة بطولات كرة القدم بالمدينة وفي مرحلة زمنية لاحقة تم دمج فريق الشبيبة بفريق الهلال في فريق واحد باسم فريق السد، إلا أن نادي الشبيبة عاد مجدداً في عام 1962 ليعمل باسمه، وهناك أندية أخرى تشارك في النشاط الرياضي بالمدينة مثل فرق النيل، والشجرة، والأسرة، وفريق النجدة العسكري، وفريق الأهلي القلعة الذي مثل سنجة في كأس السودان في العام 1992م ومن أشهر لاعبيه صلاح المادح الشهير ببكاتة واللاعب أشرف عوض الشهير بأبو الشوش.

## أعلام سنجة
- الرئيس المصري محمد نجيب، أمضى بعض سنوات صباه في سنجة عندما كان والده ضابطاً بقوة دفاع السودان بسنجة.
- الدكتور حسن عبد الله الترابي، عاش في سنجة مع والده الذي كان يعمل قاضياً شرعياً بمدينة سنجة.

## صراع 2023
في 30 يونيو 2024 توسع الصراع الدائر في السودان بين الجيش السوداني وقوات الدعم السريع ليصل الي مدينة سنجة جيث أعلنت قوات الدعم السريع سيطرتها علي المدينة، مما أطر الي نزوح مواطنين المدينة والقرى المجاورة حسبما أعلنت منظمة الهجرة الدولية أن المعارك أجبرت أكثر من 55 ألفا مواطن على النزوح من المدينة.
في 23 نوفمبر 2024 أعلن الجيش استعادة مدينة سنجة عاصمة ولاية سنار من قوات الدعم السريع، ووصول رئيس مجلس السيادة، قائد الجيش عبد الفتاح البرهان إلى الخطوط الأمامية في ولاية سنار.